# Helmut Frank (Höhlenforscher)
Helmut Jakob Frank, auch als Höhlenfrank bezeichnet (* 2. Mai 1926 in Laichingen; † 29. Juni 1987 ebenda) war ein Fledermaus- und Höhlenforscher, der insbesondere im Bereich der Schwäbischen Alb aktiv war.

## Leben
Frank war ein Sohn des Kaufmanns und Fabrikanten Jakob Frank (1899–1963) und dessen Frau Marie (geborene Aufrecht). Von 1936 bis 1942 besuchte er die Laichinger Oberschule und machte anschließend eine Ausbildung zum Textilmaschinenfürher (Weber) an der dortigen Webschule. Bereits im Alter von 10 Jahren fungierte er als Führer durch die Laichinger Tiefenhöhle, die im Jahr 1935 mit elektrischer Beleuchtung und Eisentreppen ausgestattet worden war. Frank wurde im Krieg mit 18 Jahren als Fahnenjunker der Artillerie an der Ostfront eingesetzt und kam dort bis 1946 in russische Kriegsgefangenschaft. 
Nach seiner Entlassung aus der Gefangenschaft wollte Frank Geologie studieren, was jedoch nicht möglich war. Daher besuchte er das Webtechnikum Reutlingen und absolvierte dort 1948 die Prüfung zum Textiltechniker und Textilmaschinenkonstrukteur und übernahm die Leitung der väterlichen Leinenweberei und Wäschefabrik in Laichingen.
1947 war er Mitbegründer des Laichinger Heimat- und Höhlenvereins. Im Jahr 1950 beteiligte er sich an der Gründung der Ortsgruppe Laichingen des Schwäbischen Albvereins und 1955 beim Verbands der deutschen Höhlen- und Karstforscher, wo er als Schriftführer fungierte. Er begann damit ein Höhlenkataster der Schwäbischen Alb zu erstellen. Frank war mehrere Jahre als Textilmaschinenkonstrukteur in Lindau tätig, kehrte 1964 nach Laichingen zurück und wurde hauptamtlicher Naturschutzwart beim Schwäbischen Albverein. Er verfasste Aufsätze für Fachzeitschriften und fertigte Höhlenführer für mehrere Höhlen an, so unter anderem für die Tiefenhöhle, die Sontheimer Höhle, die Wimsener Höhle oder die Gutenberger Höhle.
Helmut Frank verstarb am 29. Juni 1987 im Alter von 61 Jahren.

## Wirken
Als Höhlenforscher

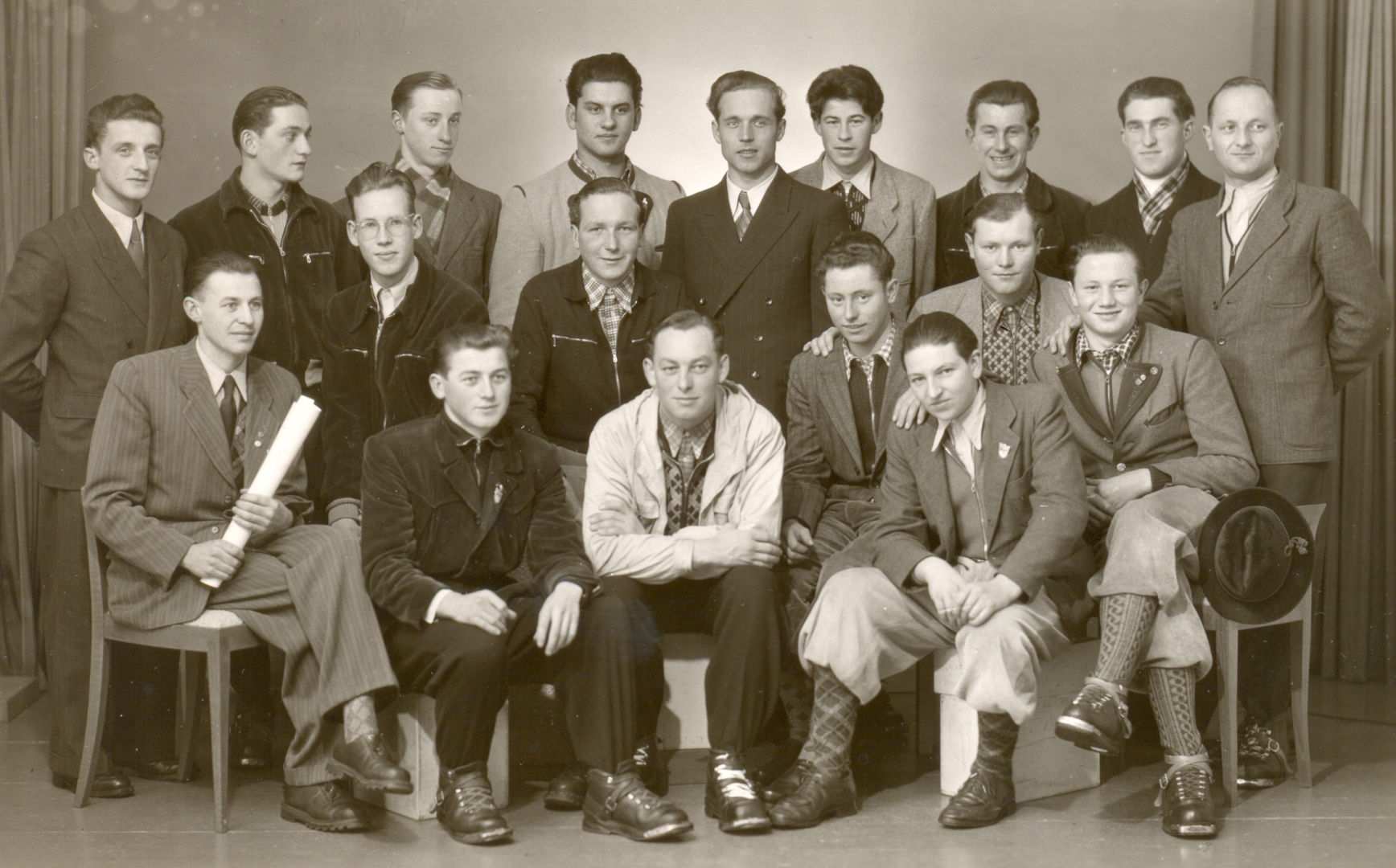
Forschungsabteilung Höhle- und Heimatverein Laichingen etwa 1956

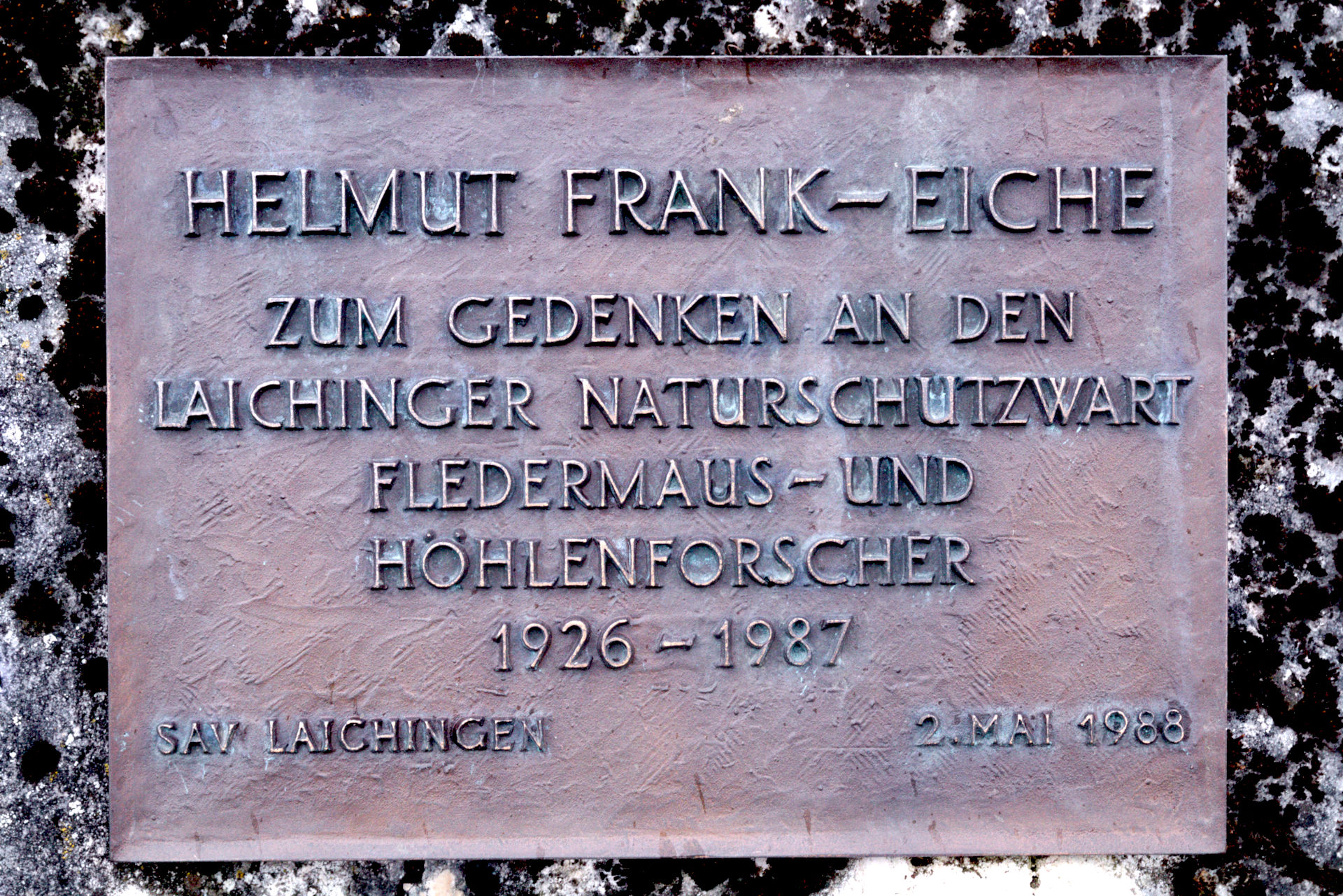
Gedenktafel des Schwäbischen Albvereins an Helmut Frank im Gewann Gälgle, Laichingen

- Im April 1946 Erforschung des „Wolfloches“ im Tiefental bei Sontheim;
- In den 1950er Jahren Erstellung des Höhlenkatasters Schwäbische Alb;
- 1958 Erforschung und Vermessung der Rossgallhöhle bei Grabenstetten;
- Am 2. Februar 1964 war er an einem Einsatz an der Falkensteiner Höhle beteiligt, um dort Eingeschlossene zu befreien;

Als Fledermausforscher
- Bestandsaufnahme aller Arten und der Gesamtpopulation (seltene Arten wie Graues Langohr), umfangreiche Beringungsmaßnahmen;
- Nützlichkeit der nachtaktiven Säugetiere; ihr Orientierungssinn;
- 10 Jahre lang Reisen in den slowenischen Karst; Veröffentlichungen: Fledermaus-Winterschlafplätze in Slowenien;

Weiteres Engagement
- 16. Oktober 1955 Eröffnung des Heimatmuseums (Johannes Frank);
- 1958 Beteiligung am Bau eines höhlenkundlichen Museums;
- 25-jährige Vortragstätigkeit im Haus Lämmerbuckel im Bildungszentrum der Daimler-Benz AG
- 1966 Initiative für die Herausgabe des Periodikums Laichinger Höhlenfreund
- Wissenschaftliche Veröffentlichungen über die Fledermausforschung in den Verbandsnachrichten des „Verbandes Deutscher Höhlen- und Karstforscher“

## Schriften (Auswahl)
- Beobachtungen an Fledermäusen in Höhlen der Schwäbischen Alb unter besonderer Berücksichtigung der Mopsfledermaus (Barbastella barbastellus). In: Zoologisches Forschungsinstitut und Museum Alexander Koenig (Hrsg.): Bonner zoologische Beiträge. 11. Jahrgang, Heft 1/4 und Sonderheft: Berichte und Ergebnisse von Markierungversuchen an Fledermäusen in Deutschland und Österreich. Das Forschungsinstitut, Bonn 1960, S. 143–149 (Textarchiv – Internet Archive).
- Dunkle Portale Fahrt zu d. Höhlen in der Schwäbischen Alb. Kirschmer, Laichingen 1966
- Höhlen im Alb-Donau-Kreis. Höhlenkataster Schwäbische Alb, Laichingen 1982.
- Höhlengeschichte der Schwäbischen Alb vom 15. Jahrhundert bis 1945. Höhlenkataster Schwäbische Alb, Laichingen 1986.